# Maracaju
Maracaju là một đô thị thuộc bang Mato Grosso do Sul, Brasil. Đô thị này có diện tích 5298,84 km², dân số năm 2007 là 30924 người, mật độ 5,84 người/km².